# Convair F-106 Delta Dart

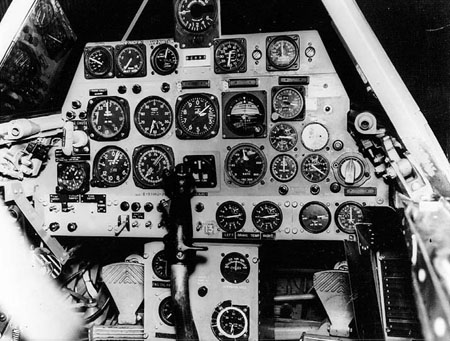
Cockpit av Convair F-106A.

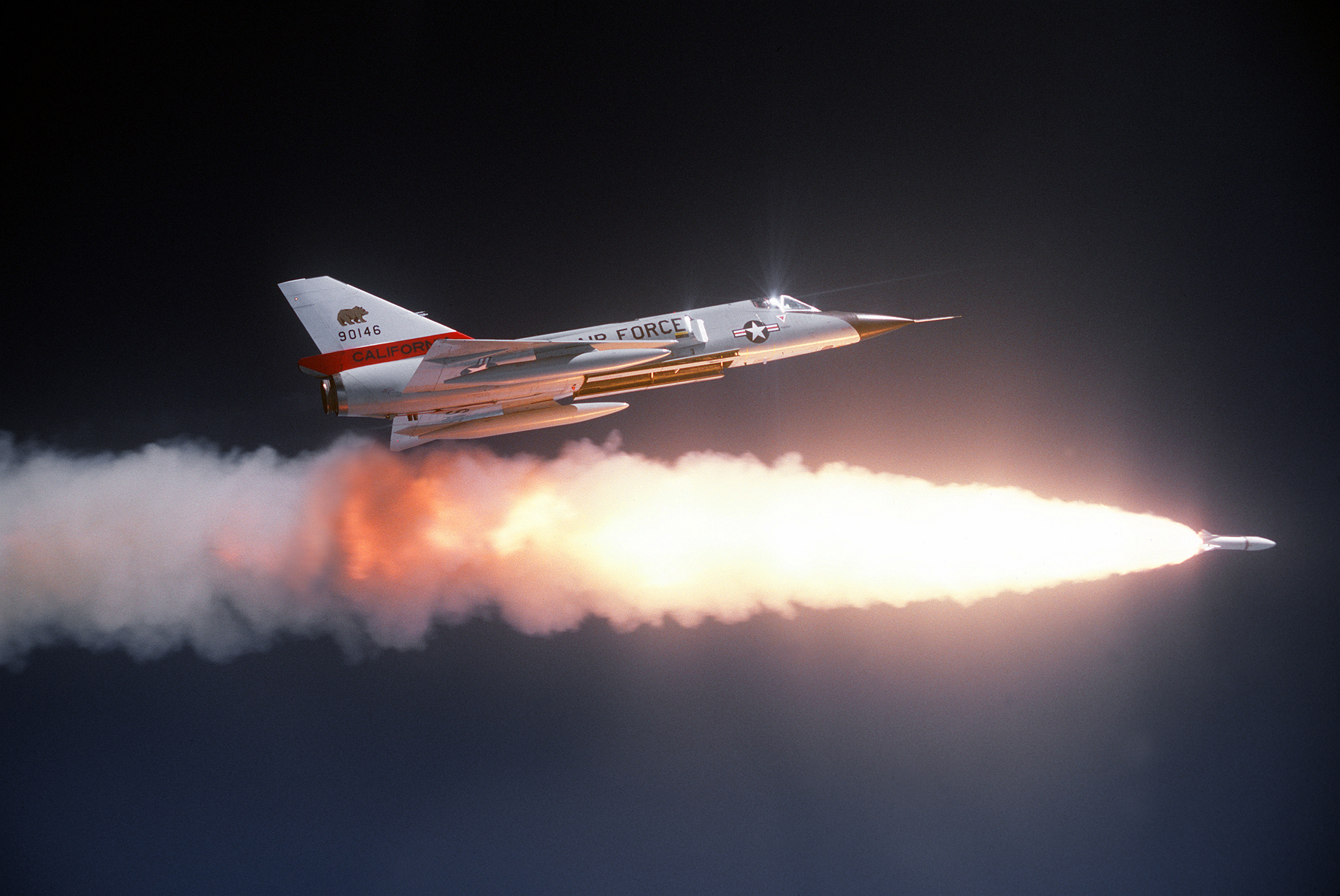
En F-106A avfyrar en AIR-2 Genie jaktraket.

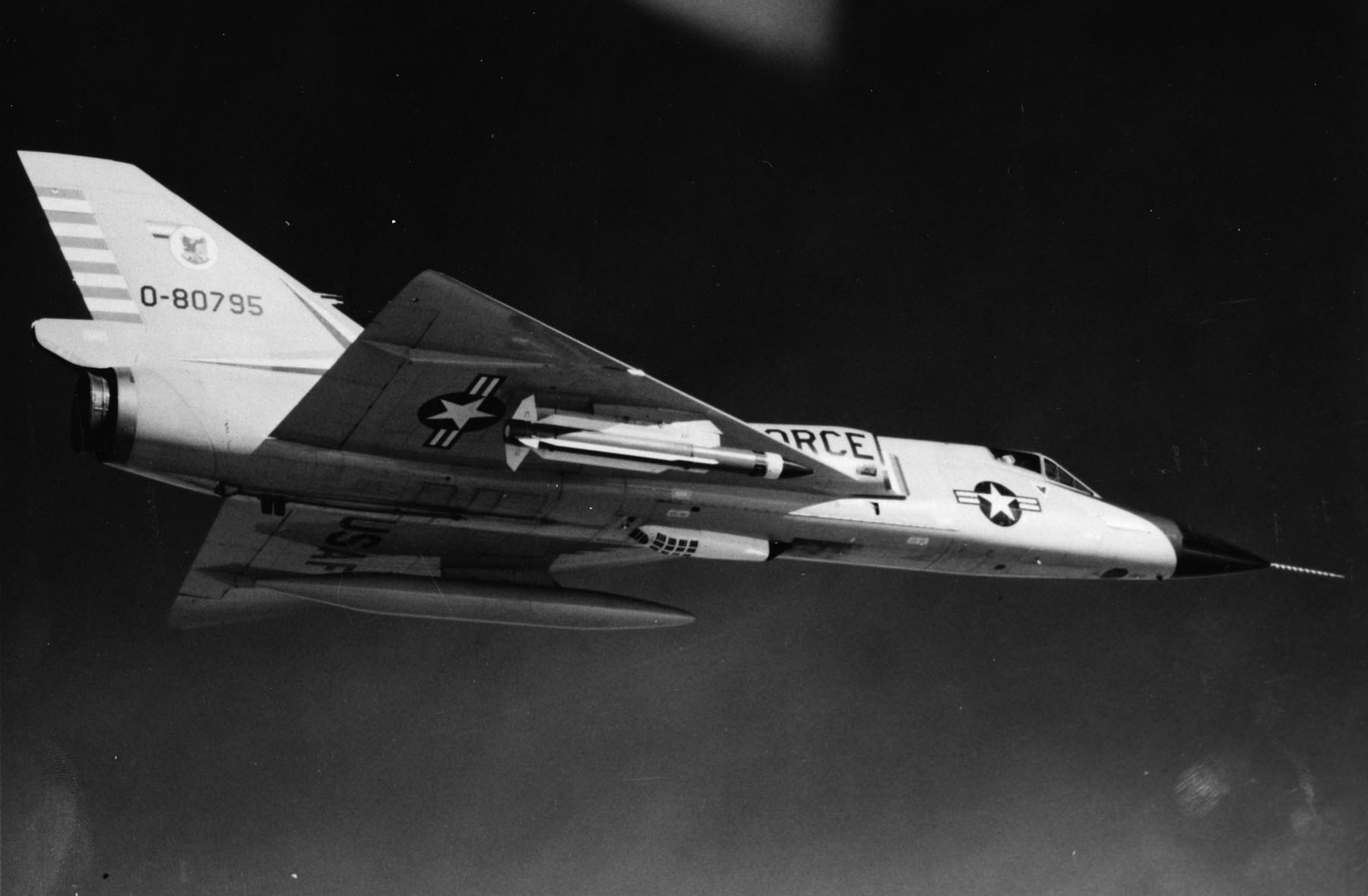
En F-106A med en AGM-78 Standard ARM. Gondolen med en M61 Vulcan automatkanon syns under kroppen.

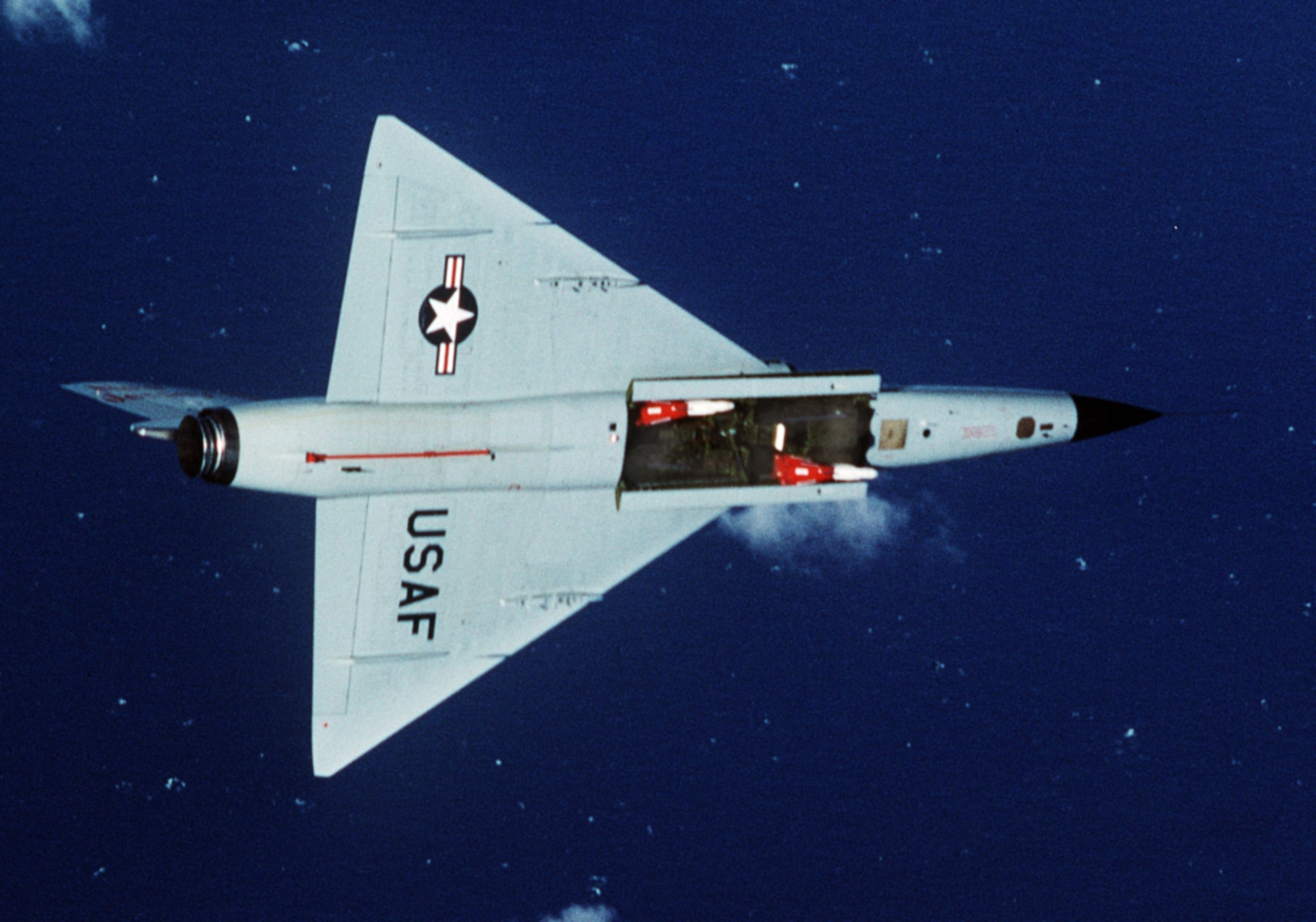
En F-106A visar den interna vapenlasten bestående av två AIM-4 Falcon. Den främre av den är nedlyft i avfyringsläge.

Convair F-106 Delta Dart var ett jaktplan som användes av USA:s flygvapen för att försvara Nordamerikas luftrum, tillverkat av Convair. Det var en vidareutveckling av F-102 Delta Dagger designad efter transsoniska arearegeln och med en kraftigare motor som gjorde F-106 till 1950-talets snabbaste jaktplan.

## Design
När F-102 Delta Dagger först designades var transsoniska arearegeln fortfarande okänd. Den första prototypen klarade inte av att passera ljudvallen i planflykt eftersom luftmotståndet ökade mer än förväntat när flygplanet närmade sig mach 1. Den andra prototypen ritades om med längre och smalare flygkropp och med extra utbyggnader på båda sidor om motorn för att skillnaden i tvärsnittsarea skulle bli så liten som möjligt och kunde därmed nå mach 1,2.
Men ändringarna var inte tillräckligt genomgående. För att få ett jaktflygplan som kunde nå mach 2 var man tvungen att designa om flygplanet från början och dessutom förse det med en starkare motor. Resultatet blev F-106 Delta Dart.
Jämfört med F-102 blev F-106 både längre och tyngre. Dragkraft/vikt-förhållandet blev i stort sett samma, men trots det kunde F-106 stiga mer än dubbelt så snabbt.

## Historia
Arbetet med att designa ett nytt flygplan baserat på F-102 började 1954 och den första prototypen flög 26 december 1956. Från början hade flygplanet beteckningen F-102B, men det ändrades i juni 1956 till F-106.
De första prototyperna hade motorn J75-P-9. Den var visserligen kraftigare än J57-motorn som satt i F-102, men den var ändå inte tillräcklig för att nå upp till flygvapnets krav på mach 2. Serieflygplanen fick därför J75-P-17 i stället och större luftintag för att förse motorn med tillräckligt med luft.

### Hastighetsrekord
1959 levererades de första flygplanen till 498:e jaktdivisionen. I oktober samma år satte det sovjetiska testflygplanet Ye-152-1 hastighetsrekord med 2399 km/h. Ye-152-1 var en modifierad MiG-21 och amerikanska flygvapnet var övertygade om att F-106 med sin starkare motor skulle kunna slå det rekordet. Hastighetsrekordet slogs 15 december 1959 av Major Joe Rogers då han fick upp sin F-106 i 2457 km/h (mach 2,31). Det är troligtvis fortfarande gällande hastighetsrekord för ett enmotorigt jetflygplan.

### Fortsatt utveckling
F-106:ans huvuduppgift var att försvara Nordamerika mot bombanfall och var därför sällan baserade utanför USA annat än på Island och i Alaska. F-106 användes därför aldrig i vietnamkriget, men erfarenheter från insatserna med F-102:or togs noggrant till vara. Det ledde bland annat till Project Sixshooter där vapenbalken avsedd för den kärnvapenladdade jaktraketen AIR-2 Genie togs bort och ersattes med en 20 mm M61 Vulcan automatkanon.
Jämförande flygprov och flygstridsövningar mellan F-106 och F-4 Phantom II visade att flygplanen var ungefär jämbördiga. F-106 hade bättre svängprestanda tack vare lägre vingbelastning, men F-4 hade bättre radar och fler jaktrobotar. Därför projekterades en förbättrad version med radarn AN/ASG-18 från det nerlagda projektet XF-108 Rapier. Den var större än någon radar som tidigare monterats på ett jaktflygplan och flygplanet måste förses med canardvingar för att balansera upp den stora nosen. Detta flygplan skulle ha fått beteckningen F-106C, men det togs aldrig i produktion.
En ännu mer avancerad variant med beteckningen F-106X utvecklades också som alternativ till Lockheed YF-12. Den skulle förutom samma förbättringar som F-106C också ha fått den mycket kraftfulla motorn Pratt & Whitney JT4B-22 vilket skulle ha gett den en maxhastighet på bortåt mach 5.

### Avveckling
1981 började F-15 Eagle att ersätta F-106 Delta Dart i aktiva förband och F-106:orna fördes över till Flygnationalgardet där de behölls i tjänst till 1988. Många F-106:or byggdes om till målrobotar med beteckningen QF-106A. Två stycken fördes också över till NASAs Dryden Flight Research Center där de användes för flygprov med beteckningen NF-106B.

## Varianter
- F-102B ursprunglig beteckning på F-106A.
- F-106 första produktionsserien med motorn J75-P-9.
- F-106A ombyggda F-106 med motorn J75-P-17 innan leverans till flygvapnet.
- F-106B tvåsitsig version för flygutbildning.
- NF-106B två F-106B använda av NASA för flygprov.
- F-106C projekterad version med radarn AN/ASG-18.
- F-106D projekterad tvåsitsig version av F-106C.
- F-106X projekterad hypersonisk version av F-106C.
- QF-106A F-106A ombyggda till målrobotar.

## Användare
- USA:s flygvapen
- Flygnationalgardet
- NASA